# Initiatives jumelles
En Suisse des initiatives jumelles (Zwillingsinitiativen) sont des initiatives populaires déposées simultanément, par le même comité et ayant un objectif commun.

## Niveau fédéral
Dans le langage politique suisse, le terme d'« initiatives jumelles » désigne généralement les deux initiatives demandant l'interdiction totale de la publicité pour le tabac et l'alcool, toutes deux refusées en votation le 28 novembre 1993,. Dans ce cas, le Conseil fédéral même utilise cette expression dans son rapport d'étude aux Chambres fédérales.
Sur le plan légal, rien n'oblige les autorités à présenter ensemble au vote deux initiatives jumelles. Au plan fédéral, l'exemple inverse est donné par les deux initiatives « pour garantir l'AVS - taxer l'énergie et non le travail! » et « pour une retraite à la carte dès 62 ans, tant pour les femmes que pour les hommes », présentées simultanément par Les Verts, mais soumises au vote respectivement le 2 décembre 2001 et le 26 novembre 2000 pour des raisons de calendrier.

## Niveau cantonal
Au niveau cantonal, cette notion existe également ; c'est en particulier le cas dans le canton de Genève en 2005 où deux initiatives intitulées « J'y vis, j'y vote » proposent respectivement d'accorder les droits de vote et d'éligibilité au niveau communal pour la première et le droit de vote uniquement pour la seconde. De tels votes peuvent enfin être organisés entre plusieurs cantons, comme cela a été le cas avec les deux initiatives « Oui à la région » et « Vaud-Genève », proposant un rapprochement ou une fusion des cantons de Genève et de Vaud en 2002, ou avec une initiative sur l'apprentissage des langues à l'école, votée en 2006 simultanément dans les cantons de Thurgovie et de Zurich.